# Graciana del Castillo
Graciana del Castillo (Uruguay - Nueva York, 22 de marzo de 2019) fue una economista, profesora, escritora, empresaria y estratega internacional uruguaya.

## Biografía
A los diecinueve años se radicó en Nueva York, Estados Unidos. Realizó sus estudios de economía, doctorado y maestría en la Universidad de Columbia, donde también fue profesora.
Trabajó en las Naciones Unidas, Fondo Monetario Internacional, especializada en diseñar políticas económicas para El Salvador, Kosovo y Afganistán. Fundó junto a Mario Blejer la empresa consultora Macroeconomics Advisory Group (MAG).

## Publicaciones
Autora de los libros: 
- 2008, Rebuilding War Torn States.
- 2011, Redrawing the Lines.
- 2013, Parte culpable. La comunidad internacional en Afganistán (Guilty Party. The International Community in Afghanistan).[6]